# 习近平外交思想研究中心
习近平外交思想研究中心，是中国国际问题研究院所属研究机构。该中心是中华人民共和国外交部依托中国国际问题研究院于2020年7月20日成立的，其目的是“统筹全国研究资源，全面、系统、深入开展习近平外交思想的研究、阐释和宣介，对习近平外交思想进行原本性、理论性、实践性、传播性、政策性和专题性研究，发挥习近平外交思想对外交实践的指导作用，服务新时代中国特色大国外交理论建设、体制机制建设和能力建设，为开创新时代中国特色外交作出积极贡献。”

## 沿革
2020年7月20日，习近平外交思想研究中心在北京市成立，国务委员兼外交部长王毅出席成立仪式并且发表讲话，王毅在讲话中称赞“习近平总书记以伟大战略家的远见卓识，准确把握人类社会发展规律，全面判断国际形势走向和我国所处历史方位。”